# 盟軍部隊總部

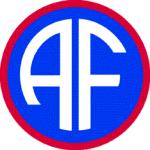
AFHQ肩章

參戰盟軍司令部（英語：Allied Force Headquarters，縮寫AFHQ）是同盟國在第二次世界大戰歐洲戰場於1942年8月到1945年5月控制地中海戰區所有盟軍作戰部隊的總部。 

## 歷史
參戰盟軍司令部於1942年8月14日在英國成立，由德懷特·艾森豪將軍領導，其主要目的是指揮參與火炬行動的部隊。艾森豪的頭銜是盟軍遠征軍總司令。參戰盟軍司令部成立後不久，“遠征”一詞從其頭銜中刪除。艾森豪因此成為盟軍總司令。參戰盟軍司令部於1942年11月5日遷至直布羅陀，然後於1942年11月28日遷至阿爾及爾。
1943年3月參戰盟軍司令部監督盟軍地中海空軍司令部以及第18集團軍。
第二次世界大戰結束後，由威廉·杜西·摩根爵士擔任地中海盟軍最高司令。參戰盟軍司令部於1947年9月16日根據AFHQ第24號一般命令廢除，於1947年9月17日生效。 